# Vacansoleil-DCM Pro Cycling Team
El Vacansoleil-DCM Pro Cycling Team (código UCI: VCD) fue un equipo ciclista profesional neerlandés, de categoría UCI ProTeam entre el año 2011 hasta 2013. El equipo oficialmente desapareció al finalizar 2013, tras no renovar el contrato sus principales patrocinadores y no encontrar el apoyo económico suficiente para continuar, aunque de hecho, corrió su última carrera en octubre.
Anteriormente fue Continental Profesional participando en las carreras de los Circuitos Continentales UCI, tomando parte, asimismo, en aquellas carreras del UCI World Calendar a las que fue invitado por la organización.
Fue creado a finales de 2008 como sucesor del P3 Transfer-Batavus, aunque tomando la mayoría de ciclistas y personal del Cycle Collstrop, el equipo del mánager Hilaire Van der Schueren. Su principal patrocinador fue Vacansoleil, una empresa turística radicada en Eindhoven que cuenta con 400 campings en 16 países de Europa, y desde 2011 entró como segundo patricinador DCM, una empresa belga que gira en el ramo de la jardinería y fertilizantes.

## Historia

### 2009: Debut y primera grande

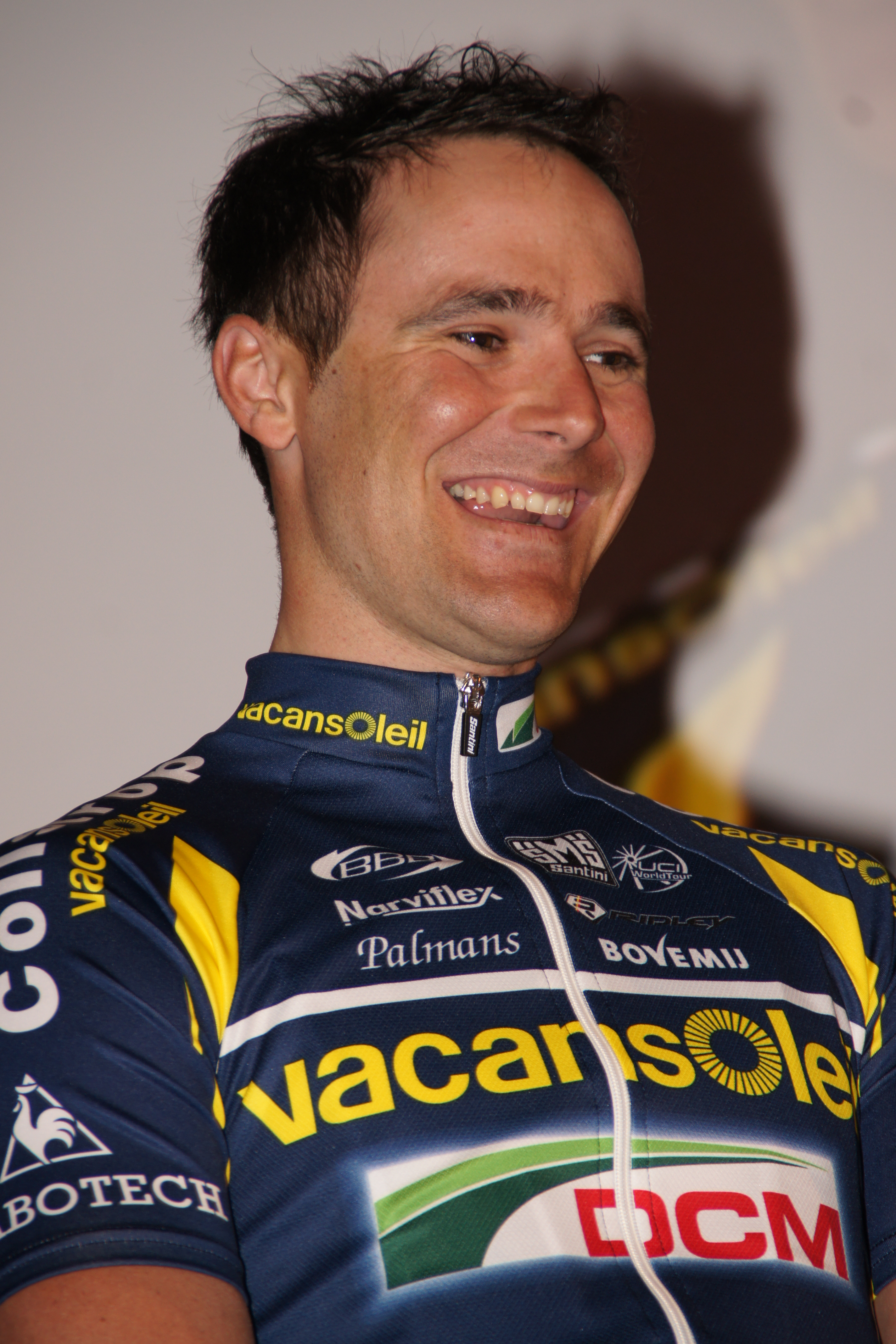
Borut Božič. Logró el primer triunfo en la Vuelta a España 2009.

El equipo debutó en la temporada 2009 como equipo Profesional Continental. Además se integró al programa de pasaporte biológico, con lo cual podría participar en las 24 carreras del UCI World Calendar 2009. Fue invitado a 10 carreras, 5 del UCI ProTour y 5 Históricas, siendo la más importante de ellas la Vuelta a España, y donde obtuvo varios podios y una victoria de etapa su velocista Borut Božič. El mismo, previamente también se había quedado con una etapa del Tour de Polonia.
En el UCI World Ranking, finalizó 21º, siendo el cuarto equipo Profesional Continental, por detrás del Cervélo (7º), Serramenti PVC Diquigiovanni (14º) y Acqua & Sapone (15º).
En el circuito continental europeo, Johnny Hoogerland ganó los Tres Días de Flandes Occidental, Lieuwe Westra el Tour de Picardie, Matteo Carrara el Circuito de Lorena y Božič etapas en la Vuelta a Bélgica como resultados más destacados. Se ubicó 2º en la clasificación por equipos, siendo superado por el Agritubel, mientras que Borut Božič fue el mejor en la individual, en la posición 16.ª.

### 2010: UCI Europe Tour y ascenso a UCI ProTeam
Su buena temporada con 17 victorias, entre ellas el Tour de Luxemburgo y el Gran Premio de Fourmies y más de 60 puestos entre los 3 primeros, le permitieron hacerse con la clasificación del UCI Europe Tour con gran ventaja sobre el segundo. El equipo aspiró a más y solicitó ascender a la categoría UCI ProTeam Para lograr el objetivo contrató ya a partir de septiembre al italiano Riccardo Riccó quien había regresado esa temporada en el Ceramica Flaminia-Bossini Docce, luego de una suspensión por dopaje. Riccó debutó el 15 de septiembre en el Gran Premio de Valonia donde fue 2º. Pocos días después de la contratación de Riccó, realizó otro fichaje importante, el de Ezequiel Mosquera que acababa de ser 2º en la Vuelta a España. Poco más de una semana de fichado Mosquera, se anunció que el gallego había dado positivo por hydroxyethyl en la reciente Vuelta a España.
De todas formas, al mantener el bloque que obtuvo los buenos resultados, quedó en una situación ventajosa de cara al nuevo criterio de la UCI para seleccionar los equipos de categoría UCI ProTeam en la nueva denominación de UCI WorldTour para las carreras de máximo nivel. De hecho acabó el 12º en dicho ranking que al cumplir los demás requisitos le hicieron ascender a la máxima categoría.

### 2011: UCI ProTeam, pero sin líderes

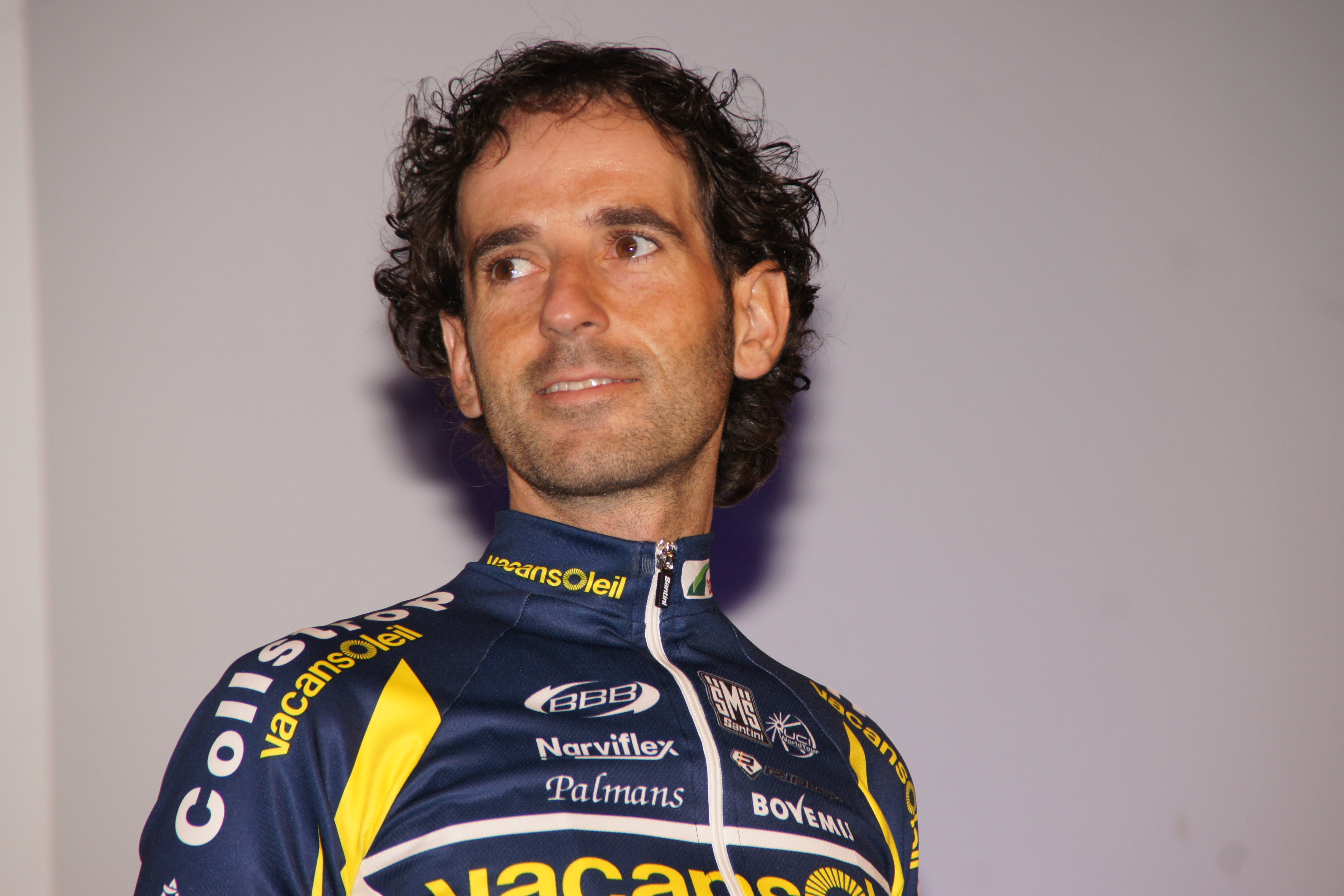
Ezequiel Mosquera.

Con la situación de Mosquera aún por definir, el Vacansoleil-DCM debutó en el UCI WorldTour 2011 el 18 de enero en el Tour Down Under y Sergey Lagutin fue el mejor posicionado al finalizar en la 13.ª colocación.
El 6 de febrero Riccardo Riccó fue ingresado de urgencia y en estado crítico a un hospital de Módena. Allí le habría confesado al médico que se había hecho una autotransfusión de sangre. La Fiscalía de Módena pidió los archivos médicos y comenzó una investigación al igual que el equipo. Aunque el corredor lo negó, los análisis eran compatibles con una autotransfusión de sangre contaminada por mala conservación y el equipo anunció que lo despediría en caso de confirmarse el dopaje. Tras el escándalo, el presidente de la UCI Pat McQuaid manejó la posibilidad de que la Comisión de Licencias se reuniría para decidir si se le retiraría la licencia al equipo, pero esto fue rápidamente descartado. El 19 de febrero, casi dos semanas luego de la internación y ya recuperado, Riccó dio sus explicaciones al equipo e inmediatamente fue despedido por violar las normas internas antidopaje.
Mientras sucedía el escándalo Riccó, en la parte deportiva Wout Poels hacía podio (3º) en el Tour del Mediterráneo, carrera en la que además Romain Feillu ganó 3 etapas. El 6 de marzo llegó la primera victoria en el UCI WorldTour, cuando Thomas De Gendt ganó la etapa 1 de la París-Niza.
La situación de Ezequiel Mosquera era compleja, en sí no estaba suspendido por la UCI, pero el organismo no se expedía sobre el tema. Por su parte el Vacansoleil-DCM, ante lo sucedido con Riccó, decidió apartar temporalmente a Mosquera hasta que se definiera la investigación. Tras la falta de resolución, y llevando siete meses sin correr, fue anunciado su debut en el equipo en el Tour de Romandía, pero esto no ocurrió. Luego de 14 meses de espera, en noviembre de 2011, se supo el resultado y el gallego fue suspendido por dos años y no pudo correr ninguna carrera con el equipo.
Sin Riccó y sin Mosquera, el equipo no tenía un líder con posibilidades de pelear ubicaciones importantes en las Grandes Vueltas. Matteo Carrara, fue como jefe de filas al Giro de Italia, finalizando 16º y Romain Feillu al Tour de Francia pero no acabó la carrera. Durante ese Tour, un hecho destacado aunque no deportivo fue el accidente de Johnny Hoogerland en la 9.ª etapa. El holandés estaba en la fuga del día junto a Luis León Sánchez, Thomas Voeckler, Juan Antonio Flecha y Sandy Casar cuando un coche de la caravana atropelló a Flecha. Hoogerland se fue hacia la cuneta y literalmente «salió volando», yendo a caer sobre un alambrado de púas que le provocaron innumerables cortes en las piernas. A pesar de ello, siguió en carrera finalizando la etapa y su actitud de continuar fue catalogada como heroica.
En la Vuelta a España, Sergei Lagutin y Wout Poels hicieron un buen papel finalizando 15º y 17º respectivamente. Poels incluso fue 2º en dos etapas (en Valdepeñas de Jaén y el Angliru), 4º en Sierra Nevada y 8º en La Farrapona.
En la temporada obtuvieron 25 victorias, pero solo tres en el WorldTour. Además del triunfo de etapa de De Gendt en la París-Niza, en la Vuelta a Suiza lograron 2 etapas por intermedio del propio De Gendt y Borut Božič. En la clasificación por equipos del principal calendario mundial, la escuadra holandesa terminó último (18º), aunque posteriormente avanzó un puesto cuando al Saxo Bank se le retiraron los puntos de Alberto Contador.

### 2012: De Gendt 3º en el Giro

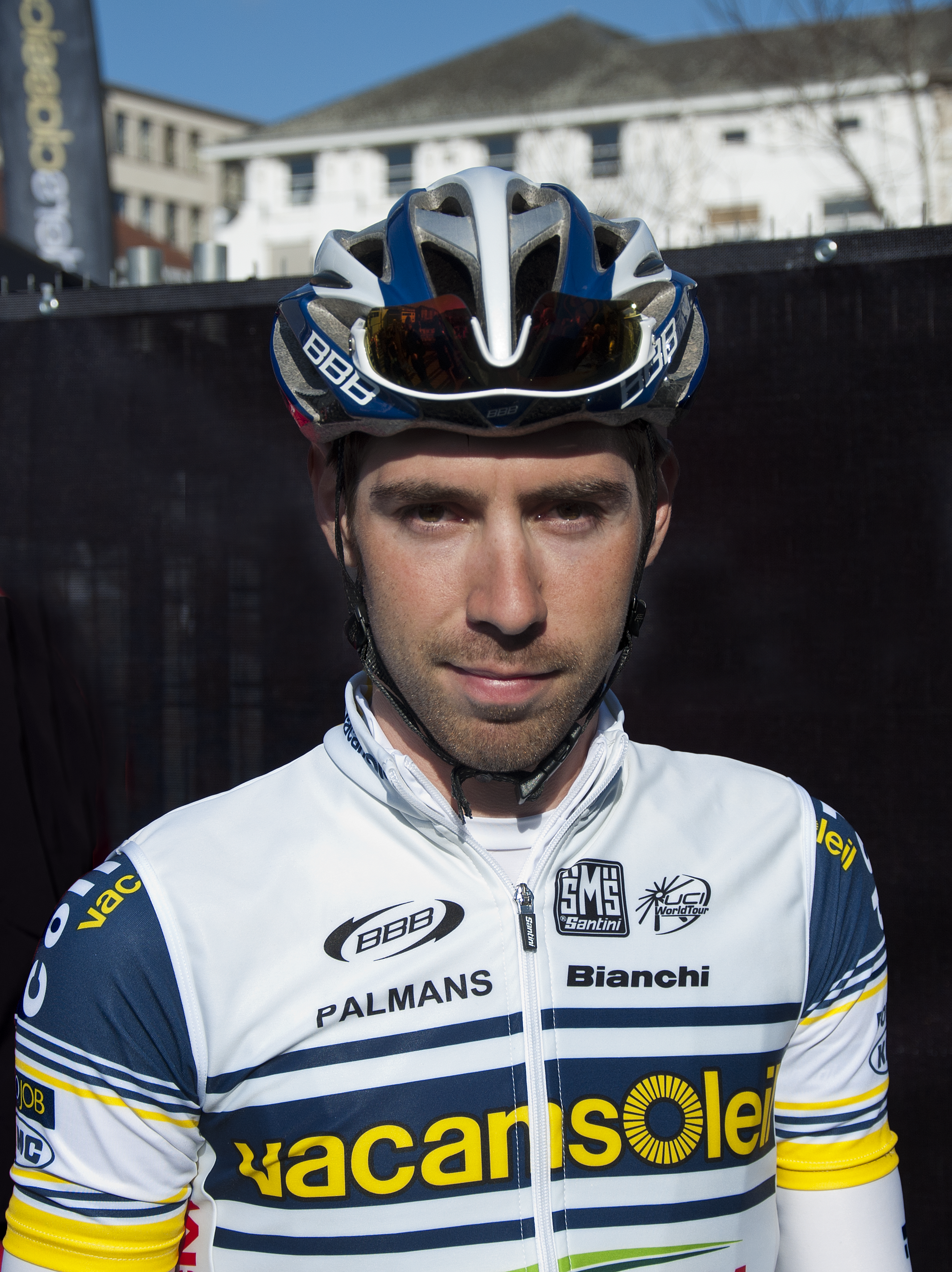
De Gendt, protagonista del equipo en el Giro.

Para la temporada 2012 se hizo con las contrataciones del sueco Gustav Larsson, el polaco Tomasz Marczynski y el español Rafael Valls entre otros, mientras que abandonaron el equipo Borut Božič (Astana), Maksim Belkov (Katusha) y Jens Mouris (Orica GreenEDGE).
El inicio del año fue muy bueno para el Vacansoleil-DCM. En la París-Niza, Larsson ganó la contrarreloj inicial, Lieuwe Westra ganó la quinta etapa y De Gendt la séptima. Westra además hizo podio en varias etapas y terminó 2º, sólo superado por Bradley Wiggins, mientras que Frederik Veuchelen ganó la clasificación de la montaña.
En el Giro de Italia, Thomas de Gendt dio la sorpresa. Luego de entrar en el top 10 de la clasificación en la 17.ª etapa, ganó la 20.ª en forma solitaria, fracción que culminaba en el Stelvio, luego de pasar por el Mortirolo. Así se ubicaba 4º en la general y con una 5.ª ubicación en la contrarreloj de la última etapa, ascendió a la 3.ª plaza de la carrera haciendo podio por primera vez en una gran vuelta.
Las tres victorias de la París-Niza y la victoria en el Giro de Italia, fueron las únicas logradas en el UCI WorldTour 2012, donde el equipo finalizó en la posición 16.ª. Aunque también se lograron triunfos importantes en el Circuito Continental Europeo, como la Vuelta a Dinamarca con Lieuwe Westra, la París-Tours con Marco Marcato y el Tour de Vendée con Wesley Kreder, llegando a un total de 17 triunfos en la temporada.

### 2013: Último año
Las novedades en cuanto a contrataciones para 2013, principalmente fueron las llegadas de Juan Antonio Flecha y José Rujano, mientras que se produjeron las salidas de Gustav Larsson quién fichó por el IAM y Matteo Carrara que decidió retirarse. Flecha tendría el objetivo de las clásicas y Rujano sería el líder en el Giro de Italia.
Thomas de Gendt obtuvo el primer triunfo del año, tras ganar la 7.ª etapa de la Volta a Cataluña, mientras Flecha logró un 5º lugar en la Gent-Wevelgem y 8º en la París-Roubaix. En el Giro José Rujano sería el líder, pero fue bajado por el equipo dos días antes de comenzar la carrera al hacerse pública una investigación del diario La Repubblica, donde se implicaba a Rujano en un caso de dopaje en 2009. Sin resultados deportivos destacables, lo más importante durante el Giro fue la confirmación de que los dos patrocinadores, Vacansoleil y DCM, no renovarían el contrato una vez que este venciera a finales de 2013.
De allí en más el mánager Daan Luijkx, comenzó la búsqueda de patrocinadores pero los esfuerzos no fueron prósperos. Bianchi, reafirmó su compromiso con el equipo aumentando el dinero aportado, lo que hacía pensar que el equipo podría seguir en un escalón inferior, como Profesional Continental. Pero al no encontrarse empresas para el patrocinio principal, a mediados de agosto Luijkx y la marca de bicicletas decidieron de mutuo acuerdo romper el contrato que los ligaba hasta 2015, con lo cual se daba por descontado que el equipo desaparecía.
El año 2013 finalizó como la peor campaña del equipo con solo 9 victorias y último en el UCI WorldTour. La última carrera oficial del Vacansoleil-DCM fue la Chrono des Nations.

## Corredor mejor clasificado en las Grandes Vueltas
| Año  | Giro de Italia      | Tour de Francia | Vuelta a España        |
| ---- | ------------------- | --------------- | ---------------------- |
| 2009 | -                   | -               | 12.º Johnny Hoogerland |
| 2010 | -                   | -               | -                      |
| 2011 | 16.º Matteo Carrara | 20.º Rob Ruijgh | 15.º Serguéi Lagutín   |
| 2012 | 3.º Thomas de Gendt | 41.º Rafa Valls | 13.º Tomasz Marczynski |
| 2013 | 28.º Rafa Valls     | 28.º Wout Poels | 43.º Rafa Valls        |

## Material ciclista

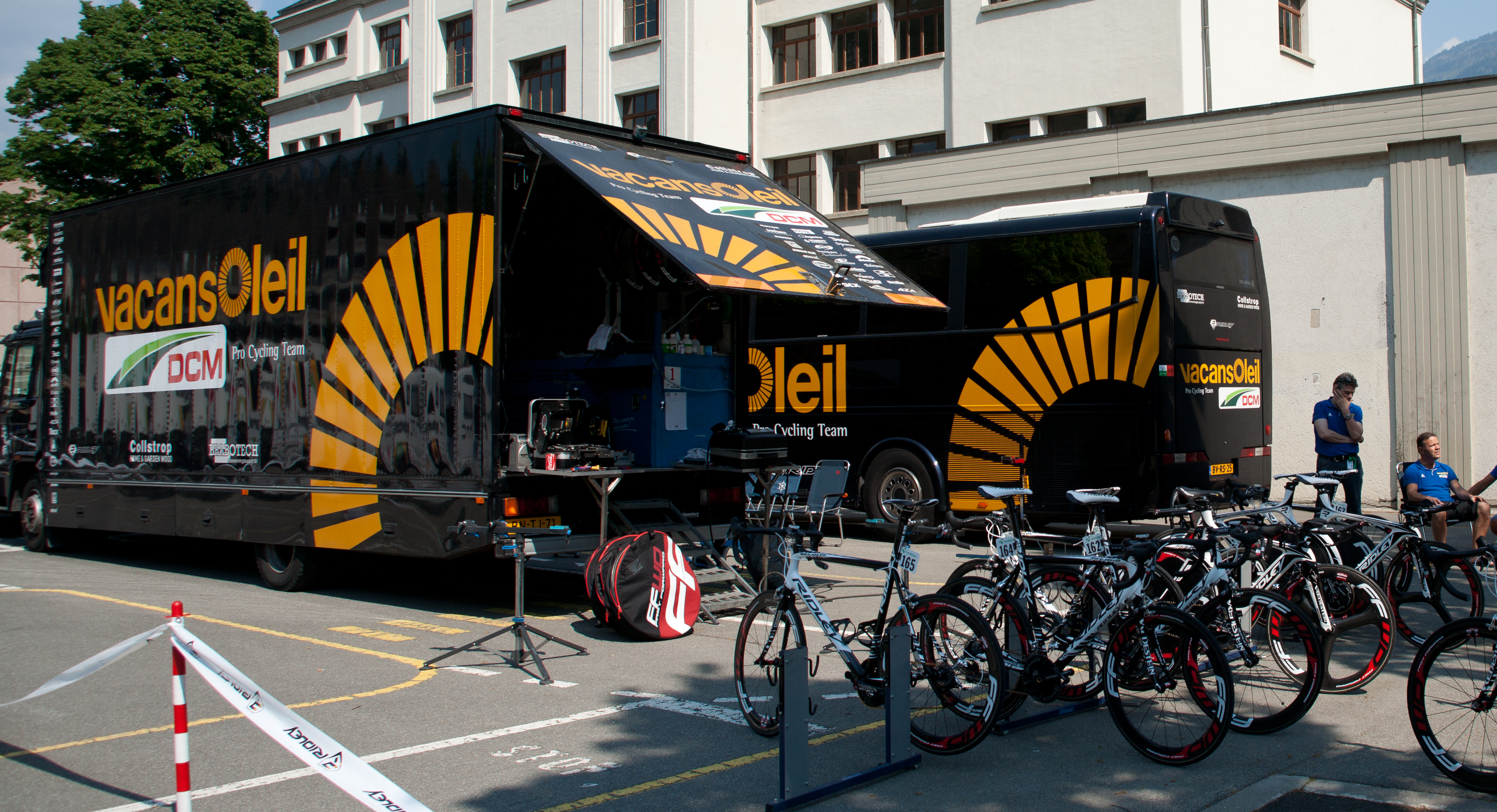
Material del equipo.

El equipo utilizó bicicletas Batavus (2009-2010), Ridley (2011) y Bianchi (2012-2013).

## Clasificaciones UCI
A partir de 2005 la UCI instauró los Circuitos Continentales UCI, donde el equipo estuvo desde que se creó en el 2009 hasta que ascendió a categoría UCI ProTour en 2011, registrado dentro del UCI Europe Tour. Estando en las clasificaciones del UCI Europe Tour Ranking, UCI America Tour Ranking, UCI Asia Tour Ranking así como en la global de los equipos Continentales Profesionales adheridos al pasaporte biológico que se hizo el 2009: PCT Biological passport.
Las clasificaciones del equipo y de su ciclista más destacado son las siguientes (excepto en la PCT Biological passport que solo fue clasificación de equipos):
| Año                                 | Clasificación por equipos | Mejor corredor en la clasificación individual | Posición |
| 2008-2009 (America Tour)            | 31.º                      | Johnny Hoogerland                             | 164º     |
| 2008-2009 (Asia Tour)               | 31.º                      | Serguéi Lagutín                               | 59.º     |
| 2008-2009 (Europe Tour)             | 2º                        | Borut Božič                                   | 16º      |
| 2008-2009 (PCT Biological passport) | 5º                        | -                                             | -        |
| 2009-2010 (Asia Tour)               | 11º                       | Wouter Mol                                    | 16º      |
| 2009-2010 (Europe Tour)             | 1º                        | Riccardo Riccò                                | 3º       |

Tras discrepancias entre la UCI y los organizadores de las Grandes Vueltas, en 2009 se tuvo que refundar el UCI ProTour en una nueva estructura llamada UCI World Ranking, formada por carreras del UCI World Calendar; y a partir del año 2011 uniéndose en la denominación común del UCI WorldTour. El equipo al ser de categoría Profesional Continental tuvo derecho a entrar en ese ranking por adherirse al pasaporte biológico y en 2011 de pleno derecho al subir a categoría UCI ProTour.
| Año  | Clasificación por equipos | Mejor corredor en la clasificación individual | Posición |
| 2009 | 21.º                      | Johnny Hoogerland                             | 67.º     |
| 2010 | 24.º                      | Björn Leukemans                               | 55.º     |
| 2011 | 17º                       | Marco Marcato                                 | 42.º     |
| 2012 | 16º                       | Thomas de Gendt                               | 38.º     |
| 2013 | 19º                       | Juan Antonio Flecha                           | 83.º     |

## Palmarés
Para años anteriores véase:Palmarés del Vacansoleil Pro Cycling Team

### Palmarés 2013

#### UCI WorldTour
| Fechas      | Carreras                         | Ganador         |
| 24 de marzo | 7.ª etapa de la Volta a Cataluña | Thomas de Gendt |

#### Circuitos Continentales UCI
| Fechas       | Circuito                   | Carreras                               | Ganador          |
| 12 de mayo   | UCI America Tour 2012-2013 | 1.ª etapa del Tour de California       | Lieuwe Westra    |
| 16 de junio  | UCI Europe Tour 2012-2013  | 4.ª etapa del Ster ZLM Toer            | Pim Ligthart     |
| 8 de agosto  | UCI Europe Tour 2012-2013  | 1.ª etapa de la Arctic Race de Noruega | Kenny van Hummel |
| 11 de agosto | UCI Europe Tour 2012-2013  | 2.ª etapa del Tour de l'Ain            | Grega Bole       |
| 13 de agosto | UCI Europe Tour 2012-2013  | 4.ª etapa del Tour de l'Ain            | Wout Poels       |
| 21 de agosto | UCI Europe Tour 2012-2013  | Druivenkoers Overijse                  | Björn Leukemans  |

#### Campeonatos nacionales
| Fechas      | Carreras                                          | Ganador           |
| 19 de junio | Campeonato de los Países Bajos Contrarreloj (CRI) | Lieuwe Westra     |
| 22 de junio | Campeonato de Venezuela Contrarreloj (CRI)        | José Rujano       |
| 23 de junio | Campeonato de los Países Bajos en Ruta            | Johnny Hoogerland |

## Plantilla
Para años anteriores, véase Plantillas del Vacansoleil Pro Cycling Team

### Plantilla 2013
| Nombre              | Nacimiento | Nacionalidad | Equipo 2012                                                  |
| Kris Boeckmans      | 13/02/1987 | Bélgica      | Vacansoleil-DCM Pro Cycling Team                             |
| Grega Bole          | 13/08/1985 | Eslovenia    | Lampre-ISD                                                   |
| Thomas De Gendt     | 06/11/1986 | Bélgica      | Vacansoleil-DCM Pro Cycling Team                             |
| Romain Feillu       | 16/04/1984 | Francia      | Vacansoleil-DCM Pro Cycling Team                             |
| Juan Antonio Flecha | 17/09/1977 | España       | Sky Procycling                                               |
| Johnny Hoogerland   | 13/05/1983 | Países Bajos | Vacansoleil-DCM Pro Cycling Team                             |
| Martijn Keizer      | 25/03/1988 | Países Bajos | Vacansoleil-DCM Pro Cycling Team                             |
| Wesley Kreder       | 04/11/1990 | Países Bajos | Rabobank Continental Team y Vacansoleil-DCM Pro Cycling Team |
| Serguéi Lagutín     | 14/01/1981 | Uzbekistán   | Vacansoleil-DCM Pro Cycling Team                             |
| Maurits Lammertink  | 31/08/1990 | Países Bajos | Vacansoleil-DCM Pro Cycling Team                             |
| Björn Leukemans     | 01/07/1977 | Bélgica      | Vacansoleil-DCM Pro Cycling Team                             |
| Pim Ligthart        | 16/06/1988 | Países Bajos | Vacansoleil-DCM Pro Cycling Team                             |
| Bert-Jan Lindeman   | 16/06/1989 | Países Bajos | Vacansoleil-DCM Pro Cycling Team                             |
| Marco Marcato       | 11/02/1984 | Italia       | Vacansoleil-DCM Pro Cycling Team                             |
| Tomasz Marczynski   | 06/03/1984 | Polonia      | Vacansoleil-DCM Pro Cycling Team                             |
| Barry Markus        | 17/07/1991 | Países Bajos | Vacansoleil-DCM Pro Cycling Team                             |
| Wouter Mol          | 17/04/1982 | Países Bajos | Vacansoleil-DCM Pro Cycling Team                             |
| Nikita Novikov      | 10/11/1989 | Rusia        | Vacansoleil-DCM Pro Cycling Team                             |
| Wout Poels          | 01/10/1987 | Países Bajos | Vacansoleil-DCM Pro Cycling Team                             |
| Rob Ruijgh          | 12/11/1986 | Países Bajos | Vacansoleil-DCM Pro Cycling Team                             |
| José Rujano         | 18/02/1982 | Venezuela    | Androni Giocattoli-Venezuela                                 |
| Mirko Selvaggi      | 11/02/1985 | Italia       | Vacansoleil-DCM Pro Cycling Team                             |
| Rafael Valls        | 25/06/1987 | España       | Vacansoleil-DCM Pro Cycling Team                             |
| Kenny Van Hummel    | 30/09/1982 | Países Bajos | Vacansoleil-DCM Pro Cycling Team                             |
| Boy van Poppel      | 18/01/1988 | Países Bajos | UnitedHealthcare Pro Cycling Team                            |
| Danny van Poppel    | 26/07/1993 | Países Bajos | Rabobank Continental Team                                    |
| Frederik Veuchelen  | 04/09/1978 | Bélgica      | Vacansoleil-DCM Pro Cycling Team                             |
| Willem Wauters      | 10/11/1989 | Bélgica      | Neoprofesional                                               |
| Lieuwe Westra       | 11/09/1982 | Países Bajos | Vacansoleil-DCM Pro Cycling Team                             |